# Eiichiro Oda
Eiichiro Oda (Kumamoto, 1 de gener de 1975) és un dibuixant de manga i escriptor, creador de la sèrie One Piece, el manga més venut de la història i la sèrie de còmic més venut de la història, convertint Oda en un dels autors de ficció que més ha venut. La popularitat de la sèrie va fer que Oda fos nomenat un dels mangakes que van canviar la història del manga.

## Primers anys
Als quatre anys va decidir convertir-se en mangaka per evitar haver d'aconseguir una "feina real". La seva major influència és Akira Toriyama i la seva sèrie Bola de Drac. Recorda que el seu interès pels pirates va ser probablement provocat per la popular sèrie d'animació de televisió Wickie, el víking. Va presentar un personatge anomenat Pandaman per al clàssic manga de lluita lliure de Musculman. Pandaman no només va ser utilitzat en un capítol del manga, sinó que més tard tornaria com un cameo recurrent en les pròpies obres d'Oda.

## Carrera
Als 17 anys, va enviar el seu treball Wanted, pel qual va guanyar una gran quantitat de premis, incloent el segon lloc del Premi Tezuka. Això el va portar a treballar a la revista Weekly Shōnen Jump, on va treballar d'artista i assistent de les sèries de Shinobu Kaitani Suizan Police Gang abans de moure's a les de Masaya Tokuhiro, Jungle King Tar-chan i Mizu no Tomodachi Kappaman, que li va donar una influència inesperada en el seu estil artístic. Als 19 anys, va començar a treballar com a assistent de Nobuhiro Watsuki a Rurouni Kenshin, abans de guanyar el premi Hop Step per a nous artistes de manga. Watsuki acredita a l'Oda per ajudar a crear el personatge de Honjō Kamatari que apareix a Rurouni Kenshin.
Durant aquest temps, va dibuixar dues històries One-shot de temàtica de pirates anomenada "Romance Dawn", que van ser publicades a Akamaru Jump i Weekly Shōnen Jump respectivament a finals de 1996. "Romance Dawn" va presentar Monkey D. Luffy com a protagonista, qui després es va convertir en el protagonista de One Piece.
Durant aquest temps, va dibuixar Romance Dawn, el primer capítol de One Piece. L'any 1997, One Piece va aparèixer per primera vegada en la revista antològica Shōnen Jump i en poc temps va arribar a ser un dels manga més populars del Japó.
El 1997, One Piece va començar a serialitzar-se a Weekly Shōnen Jump i es convertit no només en un dels mangues més populars del Japó, sinó en la sèrie de mangues més venuda de tots els temps. Va vendre 100 milions de volums recopilatoris de tankōbon el febrer de 2005, més de 200 milions el febrer de 2011, tenia 320.866.000 còpies impreses a tot el món el desembre de 2014, 430 milions de volums en circulatió a nivell mundial l'octubre de 2017, 440 milions de còpies venudes el maig de 2018 i 450 milions en impressió el març de 2019.
Oda i Akira Toriyama van crear el 2007 un one-shot crossover anomenat Cross Epoch, que conté personatges de Bola de Drac de Toriyama i de One Piece. El 2013, cadascun va dissenyar un personatge de Gaist per al videojoc Gaist Crusher. El 2011, Oda i Mitsutoshi Shimabukuro van crear el one-shot crossover entre One Piece i Toriko titulat Taste of the Devil Fruit. Shimabukuro va declarar que va inventar la major part de la història mentre Oda va fer suggeriments.

## Estil
El seu estil de dibuix és molt perfeccionista, sobretot en els paisatges, ambients, roba i en els detalls. Els personatges són molt cuidats i treballats, caracteritzats per dibuixar les faccions grans i cridaneres, estil que o agrada molt o no agrada gens. Quant a la seva història és precisa i treballada cometent poquíssims errors en una història tan llarga com One Piece. Li agrada fer canvis bruscs en la història i sorprenents (com ara convertir un personatge molt dolent en bo i fins i tot unir-lo a la banda o dir-nos que el pare de tal personatge és un quan tots pensàvem que era un altre) que no sempre agraden però que li donen emoció, ja que amb aquest autor mai es sap que pot passar. Actualment, és considerat un dels millors dibuixants de manga.

## Treballs

### Manga
- Wanted! (1992)
- God's Present for the Future (神から未来のプレゼント, Kami Kara Mirai no Purezento, 1993)
- Ikki Yakō (一鬼夜行, 1993)
- Wanted! Eiichiro Oda Short Stories (WANTED! 尾田栄一郎短編集, Oda Eiichirō Tanpenshū, col·lecció d'històries curtes anteriors, 1998)
  - Wanted!
  - God's Present for the Future
  - Ikki Yakō
  - Monsters
  - Romance Dawn (segona versió)

#### One Piece
- Monsters (1994)
- Romance Dawn (primera versió, 1996)
- Romance Dawn (segona versió, 1996)
- One Piece (1997–present)
- Cross Epoch (2007) – crossover entre Bola de Drac i One Piece amb Akira Toriyama
- Taste of the Devil Fruit (実食! 悪魔の実!!, Jisshoku! Akuma no Mi!!, 2011) – crossover entre Toriko i One Piece amb Mitsutoshi Shimabukuro

#### Art books
- One Piece Color Walk 1
- One Piece Color Walk 2
- One Piece Color Walk 3 Lion
- One Piece Color Walk 4 Eagle
- One Piece Color Walk 5 Shark
- One Piece Color Walk 6 Gorilla
- One Piece Color Walk 7 Tyrannosaurus
- One Piece Color Walk 8 Wolf
- One Piece Color Walk 9 Tiger
- One Piece Color Walk 10 Dragon

#### Pel·lícules
- One Piece Film: Strong World (2009) – disseny de vestuari, disseny de criatures, història i productor executiu
- One Piece Film: Z (2012) – disseny de personatges, disseny de vestuari i productor executiu
- One Piece Film: Gold (2016) – disseny de personatges (disseny de vestuari dels Pirates del Barret de Palla, disseny de personatges de Carina, Gild Tesoro, Dice i Baccarat) i productor executiu
- One Piece: Estampida (2019) – disseny de personatges, disseny de vestuari, supervisor creatiu i productor executiu
- One Piece Film: Red (2022) – productor executiu, disseny de personatges i revisor de guions

## Premis
Eiichiro Oda ha rebut diversos premis i títols. His Awards lists:
- Segona meitat de 1992: segon lloc al Premi Tezuka per Wanted!
- 1993: Premi Hop☆Step per Ikki Yakō[16]
- 2000: finalista al Premi Cultura Tezuka Osamu per One Piece[17]
- 2001: finalista al Premi Cultura Tezuka Osamu per One Piece[17]
- 2002: finalista al Premi Cultura Tezuka Osamu per One Piece[17]
- 2005: Premi Sondermann a la Fira del Llibre de Frankfurt en categoria Manga International per One Piece
- 2006: Japanese Media Arts Festival 100 Manga Selection per One Piece[18]
- 2008: Premi Sondermann en categoria Manga International pel Volum 44 de One Piece[19]
- 2009: Premi Sondermann en categoria Manga International pel Volum 48 de One Piece
- 2012: Gran Premi de la 41a Associacció de autors d'anime japonès per One Piece
- 2015: Guinness World Record pel "major nombre d'exemplars publicats per a la mateixa sèrie de còmics per un sol autor" amb 320.866.000 exemplars impresos a tot el món fins al desembre de 2014.[10]
- 2018: Kumamoto Prefecture Honorary Prize[20]
- 2019: Premi de búsqueda a l'autor més buscat a Yahoo! Japan[21]
- 2019: Inclòs a la llista dels "100 japonesos més respectats a nivell mundial" de Newsweek Japan.

- 2022: Premi especial a la trajectòria al Napoli Comicon 2022 a Itàlia.[23]
- 2022: Guinness World Record pel "major nombre d'exemplars publicats per a la mateixa sèrie de còmics per un sol autor" amb 516.566.000 còpies impreses a tot el món fins al juliol de 2022.[1]
- 2023: 18è Shin Watanabe Award, un premi per a un productor o creador que ha creat un moviment important en el negoci de l'entreteniment i ha fet una contribució significativa al desenvolupament de la cultura popular de l'entreteniment.[24]

## Popularitat
El 2008, una enquesta duta a terme per la firma d'investigació de màrqueting Oricon, Eiichiro Oda va ser triat com el cinquè mangaka favorit del Japó. Compartint el lloc amb Yoshihiro Togashi, creador de la famosa sèrie Hunter × Hunter i Yu Yu Hakusho. En la seva enquesta de 2010 sobre el mangaka que va canviar la història del manga, Oda va quedar en quart lloc.
Hi havia també, en una enquesta de fanàtics al Japó, on Eiichiro Oda va estar en el lloc més alt com el personatge més popular 48 a One Piece, tot i que mai es va incloure a ell mateix en cap capítol del manga. No obstant això, una altra enquesta el va situar com el segon personatge que menys agradava.

## Referència
1. 1 2  Error: hi ha títol o url, però calen tots dos paràmetres.«» (en japonès).   Mantan Co., Ltd, 04-08-2022. [Consulta: 4 agost 2022].
2. ↑  «『日本の漫画史を変えた作家』、"漫画の神様"手塚治虫が貫禄の1位» (en japonès). Arxivat de l'original el 6 març 2012. [Consulta: 14 gener 2020]. «そのほかには、『ONE PIECE』の【尾田栄一郎】が4位»
3. 1 2 3   One Piece: Blue – Grand Data File.  Shueisha, 2002. ISBN 4-08-873358-4.
4. ↑   One Piece Color Walk 1.  Shueisha, 2001. ISBN 4-08-859217-4.
5. ↑  «Vicky the Viking Anime Adapted into Live-Action Film». Anime News Network, 07-01-2008. Arxivat de l'original el 2 gener 2014. [Consulta: 1r gener 2014].
6. ↑  Tei, Andrew. «Anime Expo 2002: Friday Report».   Mania Entertainment, 05-07-2005. Arxivat de l'original el 27 juliol 2008. [Consulta: 8 maig 2008].
7. ↑  «One Piece's 'Prototype' Romance Dawn to be Animated».  Anime News Network, 10-07-2008. Arxivat de l'original el 22 agost 2008. [Consulta: 1r gener 2014].
8. ↑  Oda, Eiichiro. Wanted! (en japonès).  Shueisha, novembre 1998, p. 202. ISBN 978-4088726311.
9. 1 2  «'One Piece' manga tops 300 million copies in print». Asahi Shimbun, 12-11-2013. Arxivat de l'original el 4 febrer 2015. [Consulta: 1r gener 2014].
10. 1 2  «One Piece Manga Sets Guinness World Record for Copies Printed for Comic by Single Author».  Anime News Network, 14-06-2015. Arxivat de l'original el 17 juny 2015. [Consulta: 15 juny 2015].
11. ↑  «One Piece Manga Has 430 Million Copies in Print Worldwide», 16-10-2017. Arxivat de l'original el 16 octubre 2017. [Consulta: 16 octubre 2017]. «Hiroyuki Nakano, editor-in-chief of Shueisha's Weekly Shonen Jump magazine, announced at a press event for Shueisha's new 2017 publications on Monday that Eiichiro Oda's One Piece manga has more than 430 million copies in print worldwide. The series has 360 million copies in print in Japan and 70 million copies in print outside of Japan.»
12. ↑  «One Piece: 440 million copies of manga printed in the world!», 21-05-2018. Arxivat de l'original el 22 maig 2018. [Consulta: 21 maig 2018].
13. ↑  «One Piece Manga Has Printed 450 Million Copies Worldwide», 04-03-2019. Arxivat de l'original el 27 març 2019. [Consulta: 13 març 2019]. «Today on the release day of its latest 92nd tankobon volume in Japan, it is confirmed that Eiichiro Oda's One Piece fantasy action manga has printed 450 million copies worldwide (380 million in Japan, 70 million abroad).»
14. ↑  «Dragon Ball & One Piece Creators Designed 2 Gaist Crusher Enemies».  Anime News Network, 06-12-2013. Arxivat de l'original el 31 desembre 2013. [Consulta: 1r gener 2014].
15. ↑  «SNEAK PEEK: Mitsutoshi Shimabukuro Interview Pt. 2».  Viz Media. Arxivat de l'original el 15 abril 2012. [Consulta: 30 abril 2023].
16. ↑  «Exclusive: Eiichiro Oda in Hop☆Step Manga Award (1994)».   One Piece Podcast, 29-05-2014. Arxivat de l'original el 15 març 2015. [Consulta: 23 febrer 2018].
17. 1 2 3  «The Road to Glory: Manga Awards – Tezuka Cultural Award».   ComiPress, 13-07-2007. Arxivat de l'original el 12 febrer 2018. [Consulta: 23 febrer 2018].
18. ↑  «日本のメディア芸術100選». Arxivat de l'original el 7 abril 2012. [Consulta: 16 agost 2018].
19. ↑  «Comic-Preis Sondermann an sieben Preisträger verliehen» (en alemany). Arxivat de l'original el 26 desembre 2008. [Consulta: 18 novembre 2008].
20. ↑  «「ONE PIECE」作者に熊本県民栄誉賞», 04-04-2018. Arxivat de l'original el 16 agost 2018. [Consulta: 16 agost 2018].
21. ↑  «Demon Slayer, Weathering With You Win at Yahoo! Japan Search Awards». [Consulta: 7 desembre 2021].
22. ↑  «Kizuna AI Is in Newsweek Japan's List of Globally Respected Japanese People». [Consulta: 7 desembre 2021].
23. ↑  «Il disegno speciale del creatore di One Piece, Eiichiro Oda, per il Comicon di Napoli», 25-04-2022. [Consulta: 26 abril 2022].
24. ↑  «Eiichiro Oda Wins The 18th Shin Watanabe Award as Producer for One Piece Film Red». [Consulta: 3 març 2023].
25. ↑  «Oricon: Nana's Yazawa, DB's Toriyama are Most Popular».  Anime News Network, 04-03-2008. Arxivat de l'original el 19 juliol 2013. [Consulta: 4 març 2008].
26. ↑  Error: hi ha títol o url, però calen tots dos paràmetres.«» (en japonès). Oricon, 16-07-2010. Arxivat de l'original el 11 setembre 2014. [Consulta: 18 febrer 2013].
27. ↑  «Eiichiro Oda» (en anglès).   myanimelist.net. [Consulta: 5 desembre 2023].
28. ↑  Umer. «Top 10 Most Disliked One Piece Characters According to Japan» (en anglès).   Anime Senpai. [Consulta: 5 desembre 2023].
29. ↑  «One Piece Fans Bizarrely Declare the Manga's Creator Their Second-Most-Disliked Character» (en anglès).   CBR.com. [Consulta: 5 desembre 2023].